# Glycyrrhiza frearitis
Glycyrrhiza frearitis là một danh pháp để chỉ một loài thực vật có hoa trong họ Đậu. Loài này được Pierre Edmond Boissier miêu tả khoa học đầu tiên năm 1872 dưới danh pháp Glycyrrhiza echinata var. frearitis. Năm 1927,  Günther von Mannagetta und Lërchenau Beck nâng cấp nó thành loài độc lập.
The Plant List và Tropicos công nhận loài này, nhưng Plants of the World Online thì không.
Carl Frederik Nyman (1878) cho rằng danh pháp này là đồng nghĩa của Glycyrrhiza echinata, và điều này cũng được Cơ quan Môi trường châu Âu (EEA) công nhận.

## Phân bố
Theo Boissier thì loài này được tìm thấy gần Vodena (nay là Edessa, vùng Macedonia thuộc Hy Lạp.

## Mô tả
Cuống hoa dài 1,5-2 inch, đầu [hoa] thuôn dài-hình trụ dài, quả đậu hình elip thường chứa 3 hạt với các gai cứng mỏng hơn ở Glycyrrhiza echinata.